# گمینا یانوو (استان پودلاسکی)
گمینا یانوو (استان پودلاسکی) (به لهستانی:  Gmina Janów) یک گمینا در لهستان است که در شهرستان سوکووکا واقع شده‌است. گمینا یانوو ۲۰۷٫۸۴ کیلومتر مربع مساحت و ۴٬۴۲۷ نفر جمعیت دارد.